# Église Saint-Martin de Rigny-le-Ferron
L'église Saint-Martin est une église située à Rigny-le-Ferron, en France.

## Description
Les piliers occidentaux sont du XIIe et le reste du XVIe siècle. Elle est sur un plan rectangulaire dont l'abside à cinq pans dépasse. Il y avait un clocher sur le milieu de la nef mais il tomba le 18 janvier 1725, il fut reconstruit sur le devant de l'église en 1732.

### Mobilier
Vitraux du XVIe siècle, orgues du XIXe siècle des facteurs  Jean-Joseph Stein et J. Bossier, des peintures murales de saint Jacques, saint André ; saints qui sont représentés assis dans une cathèdre  du XVIe.
Ainsi que des statues comme le groupe sculpté  du XVIe de l'école de Chaource.
Des dalles funéraires comme celles de  Galléas de Chaumont et de Gauchère de Bruillard  de 1543, une chaire à prêcher.

### Images

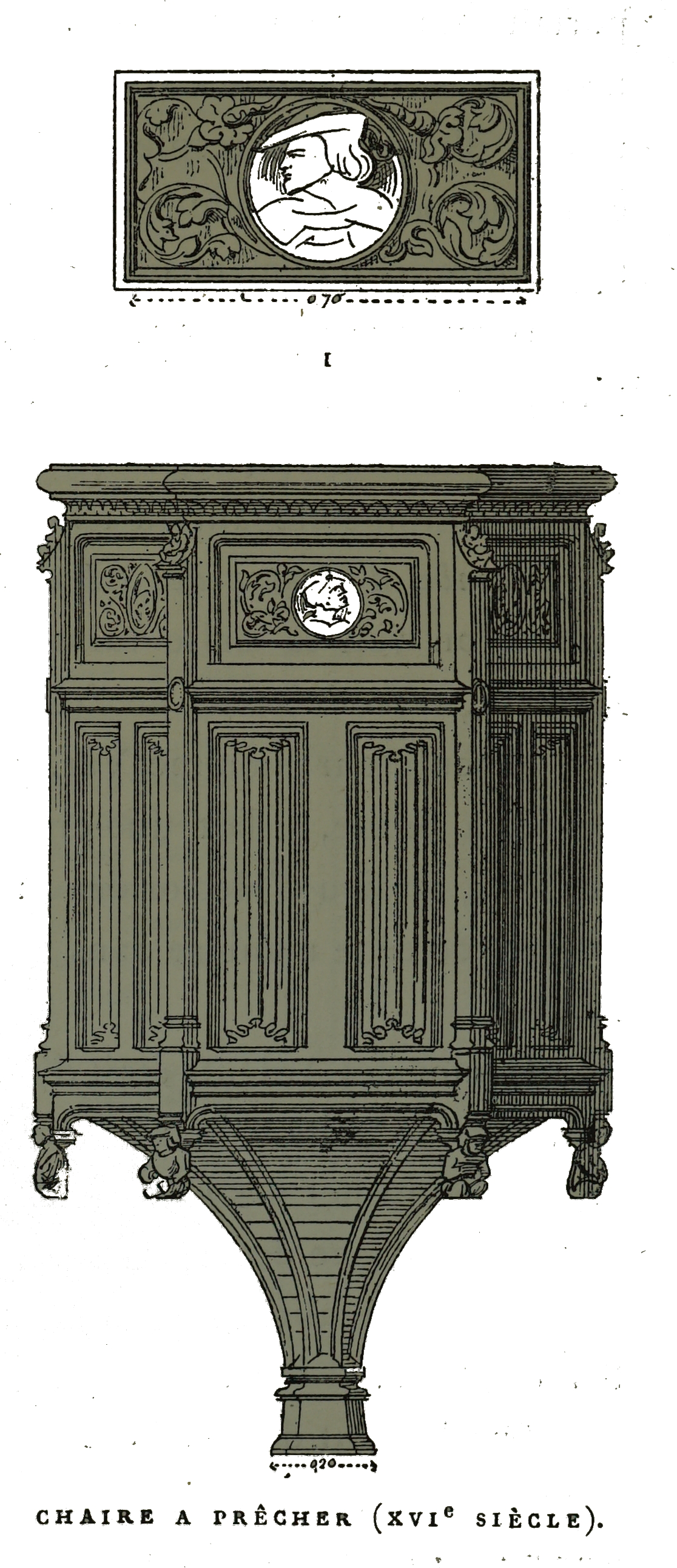
Chaire,
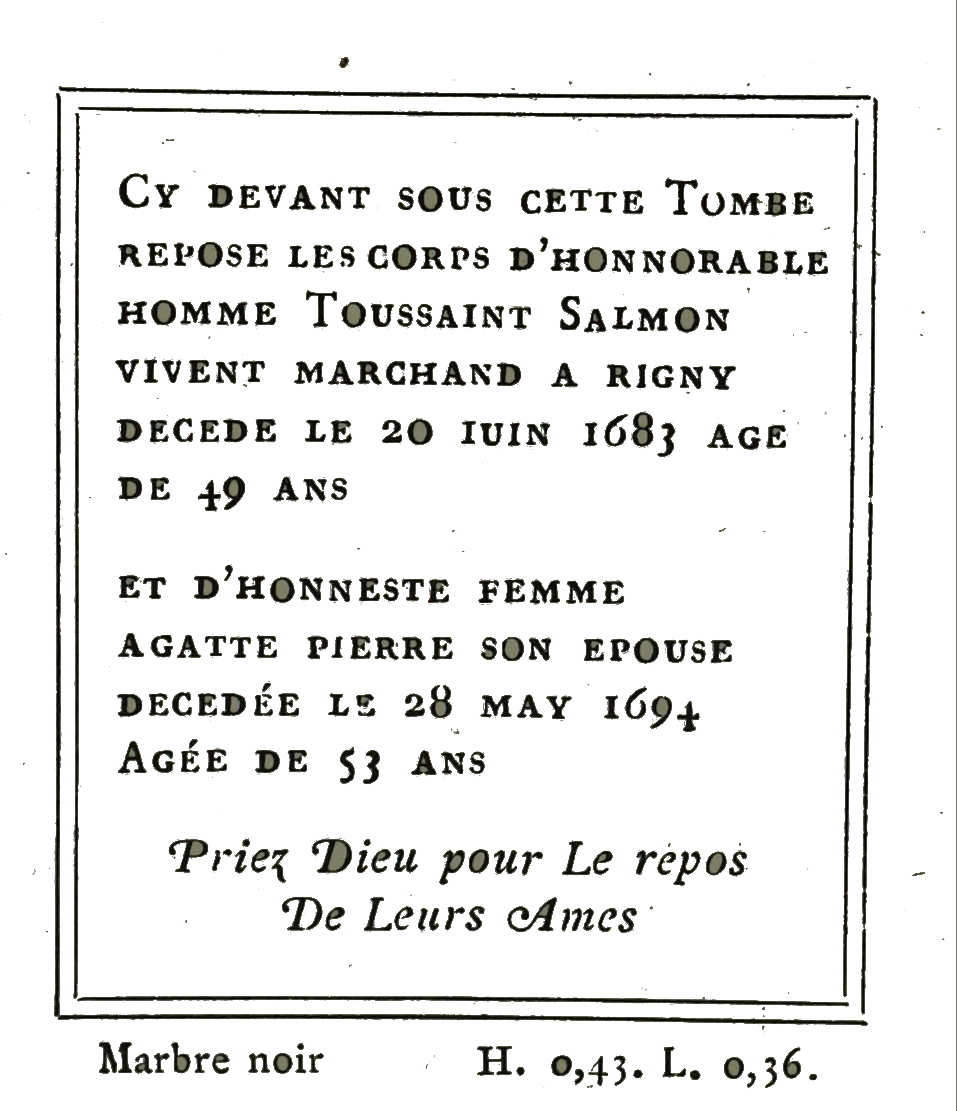
dalle,
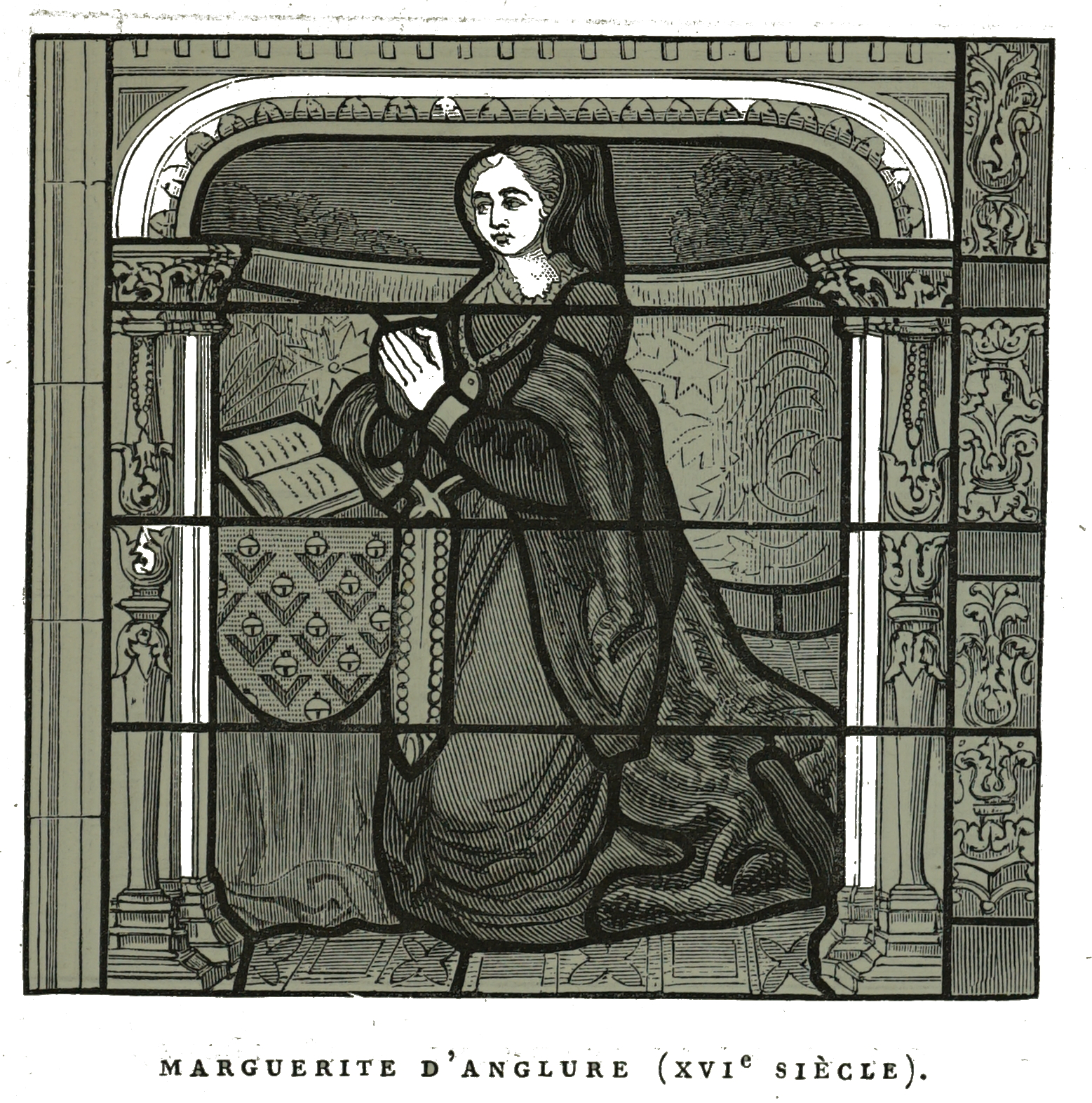
verrière avec Marguerite d'Anglure,
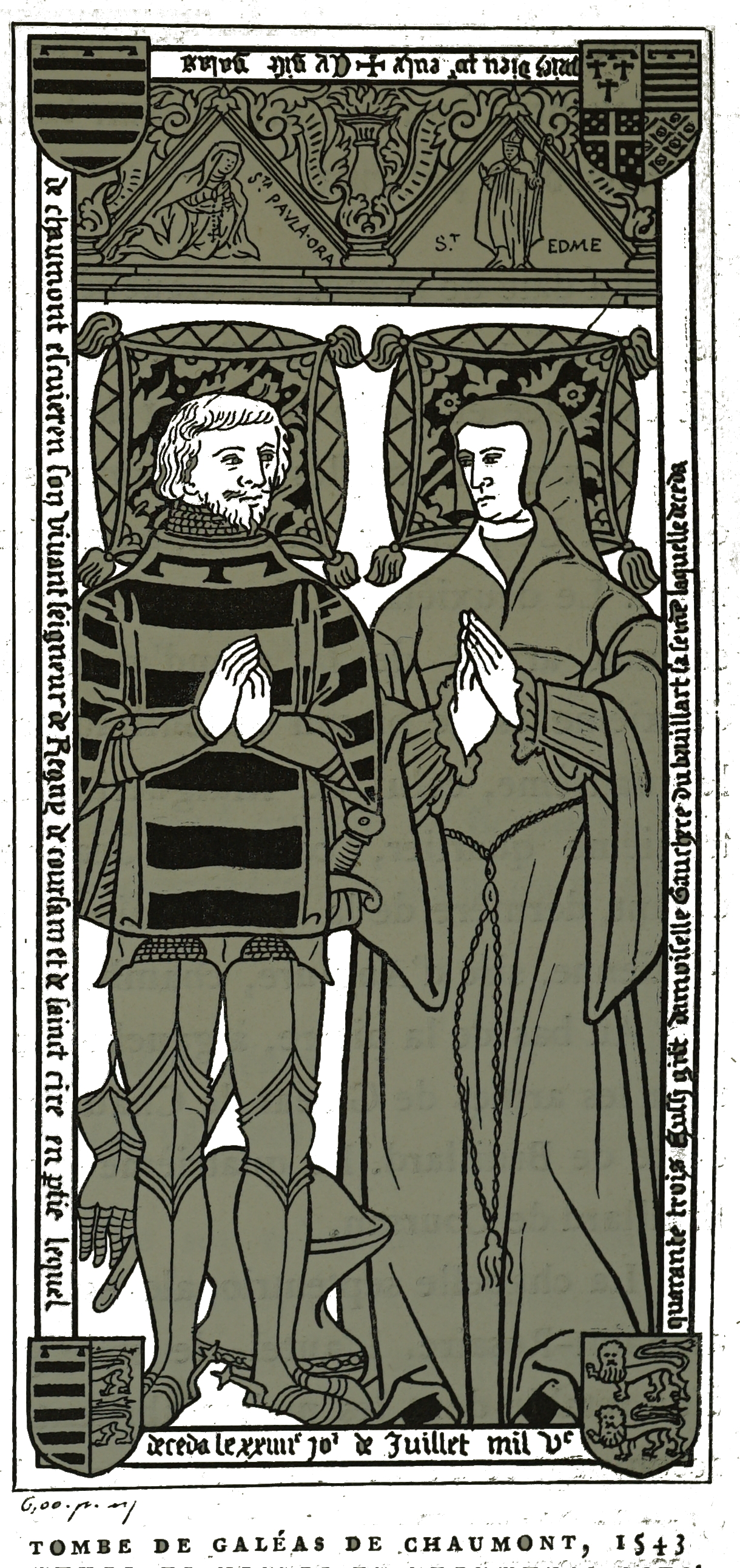
dalle funéraire.
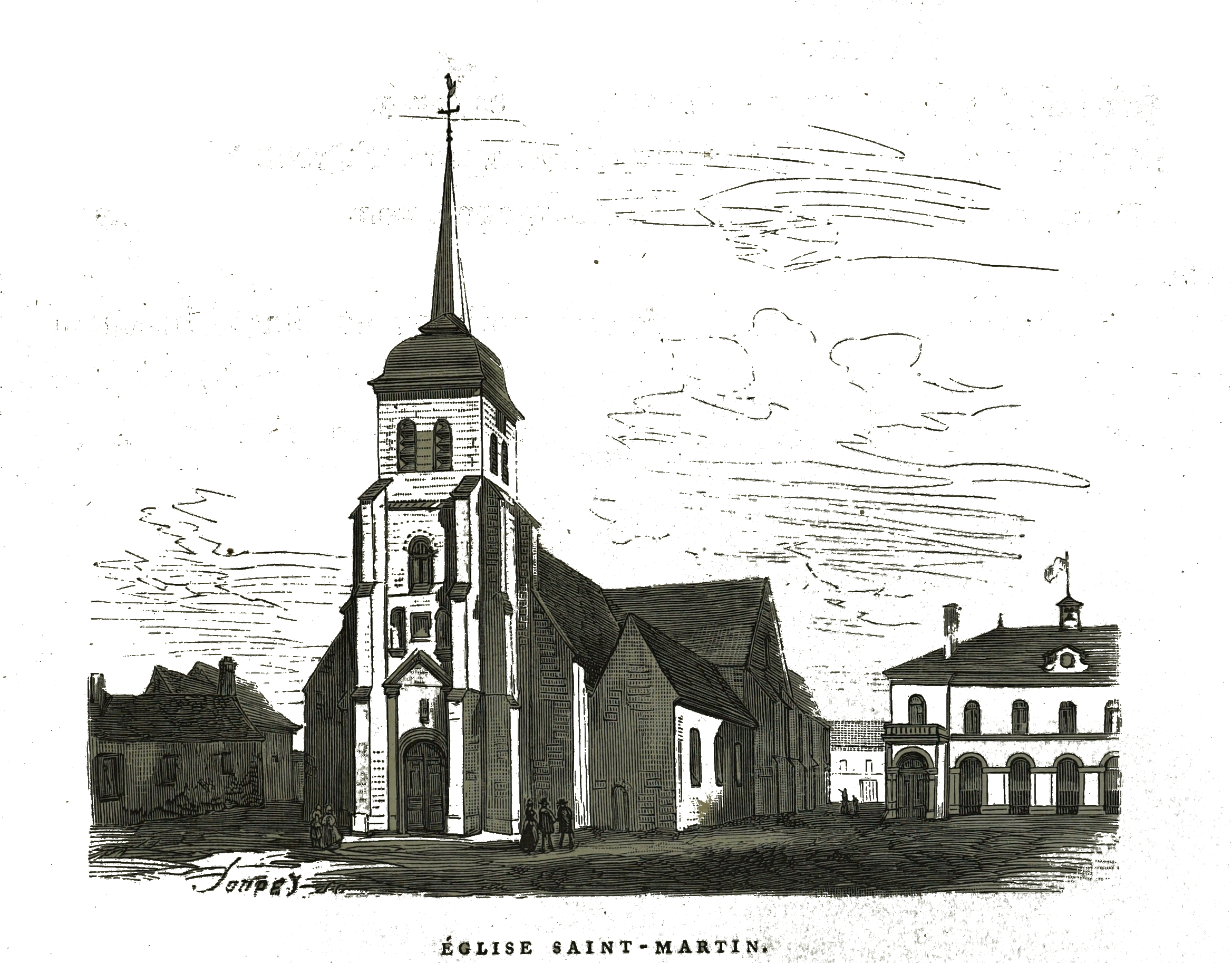
Eglise sur un dessin de Charles Fichot.

## Localisation
L'église est située sur la commune de Rigny-le-Ferron, dans le département français de l'Aube.

## Historique
La paroisse était du doyenné de la Rivière-de-Vanne et relevait de la seule collation de l'évêque.
L'édifice est classé au titre des monuments historiques en 1910 et inscrit en 1982.